# 彼得·文策尔
彼得·文策尔（德語：Peter Wenzel，1952年4月15日—），德国男子举重运动员。他曾代表东德参加1976年夏季奥林匹克运动会举重比赛，获得男子75公斤级铜牌。他也获得过1975年世界举重锦标赛男子中量级冠军。